# Кудашево (Ишимбайский район)
Кудашево (баш. Ҡоҙаш) — упраздненная деревня в Ишимбайском районе Башкортостана, входившая в Кулгунинский сельсовет.

## Население
В 1939 году — 135 человек, в 1959 — 74 человека

## Географическое положение
Деревня была расположена по берегу речки Малая Кудашка.
Расстояние до:
- районного центра (Ишимбай): 97 км,
- центра сельсовета (Кулгунино): км,
- ближайшей ж/д станции (Стерлитамак): 95 км.

## История
Основана после 1920 г. в Макаровской волости как хутор. В 1939 году учтены выселки хут. Арамкудаш (12 чел.), Мало-Кудаш (47 чел.), сторожка Больше-Кудаш (9 чел.), существовавшие до середины 1950-х.
Деревня существовала до середины 1970-х. Упразднено официально в 1981 году, согласно Указу Президиума ВС Башкирской АССР от 14.09.1981 N 6-2/327 «Об исключении некоторых населенных пунктов из учетных данных по административно-территориальному делению Башкирской АССР».

## Экономика
Деревня находилась на трассе Р316, участок от Кулгунино к Бретяку. От Кудашево идёт дорога местного значения вдоль русла Малой Кудашки.

## Достопримечательности
Река Малая Кудашка, гора Кудашка (599 м).